# Villeneuve-la-Comptal
Villeneuve-la-Comptal – miejscowość i gmina we Francji, w regionie Oksytania, w departamencie Aude.
Według danych na rok 1990 gminę zamieszkiwały 1053 osoby, a gęstość zaludnienia wynosiła 70 osób/km² (wśród 1545 gmin Langwedocji-Roussillon Villeneuve-la-Comptal plasuje się na 320. miejscu pod względem liczby ludności, natomiast pod względem powierzchni na miejscu 532.).